# Ostsächsische Sparkasse Dresden
Ostsächsische Sparkasse Dresden (Východosaská spořitelna Drážďany) je veřejnoprávní spořitelna se sídlem v Drážďanech, v německé spolkové zemi Sasko. Oblast jejího působení je velká 3 416 km² a rozprostírá se od zemského hlavního města přes zemský okres Saské Švýcarsko - Východní Krušnohoří až po zemský okres Budyšín. Měřeno dle bilanční sumy ve výši 11,9 miliard eur se jedná o největší spořitelnu na území východního Německa.

## Organizační struktura
Ústav je veřejnoprávní institucí a podléhá Spořitelnímu zákonu Svobodného státu Sasko a stanovám, vydaných správní radou spořitelny. Správními orgány spořitelny jsou představenstvo a správní rada. Představenstvo tvoří předseda a dva další členové. Spořitelna je členem Východoněmeckého svazu spořitelen (Ostdeutscher Sparkassenverband), čímž je automaticky spojena s Německým svazem spořitelen (Deutscher Sparkassen- und Giroverband).
Ostsächsische Sparkasse Dresden patří ze 100% Saské finanční skupině (Sachsen-Finanzgruppe) a tudíž i kapitálovým vlastníkům této skupiny: saským obcím a spolkové zemi Sasko.
Spořitelna provozuje v současnosti 100 poboček a 49 samoobslužných míst s přibližně 180 bankomaty. Kromě toho funguje i 5 mobilních vozů, které jsou k dispozici klientům v různých venkovských lokalitách. Ústav má přibližně 600 000 klientů (podíl na trhu: 66%), z toho zhruba 5 000 z České republiky a Polska. Celkem zaměstnává Ostsächsische Sparkasse Dresden a její dceřiné společnosti okolo 1 800 zaměstnanců. 110 z nich jsou učni a studenti v oboru bankovnictví, kteří jsou vzděláváni v rámci duálního vzdělávacího systému. Schůze zaměstnanců se dle saského zákona o zastoupení zaměstnanců koná jednou za rok.
Zajímavostí je, že v zemském okresu Budyšín funguje vedle Ostsächsische Sparkasse Dresden (západní část okresu) i Kreissparkasse Bautzen (Okresní spořitelna Budyšín - východní část okresu).

### Pobočky s českým personálem
- Pirna - Gartenstraße 40
- Bad Schandau - Dresdner Straße 1a
- Altenberg - Rathausstraße 19

## Obchodní zaměření

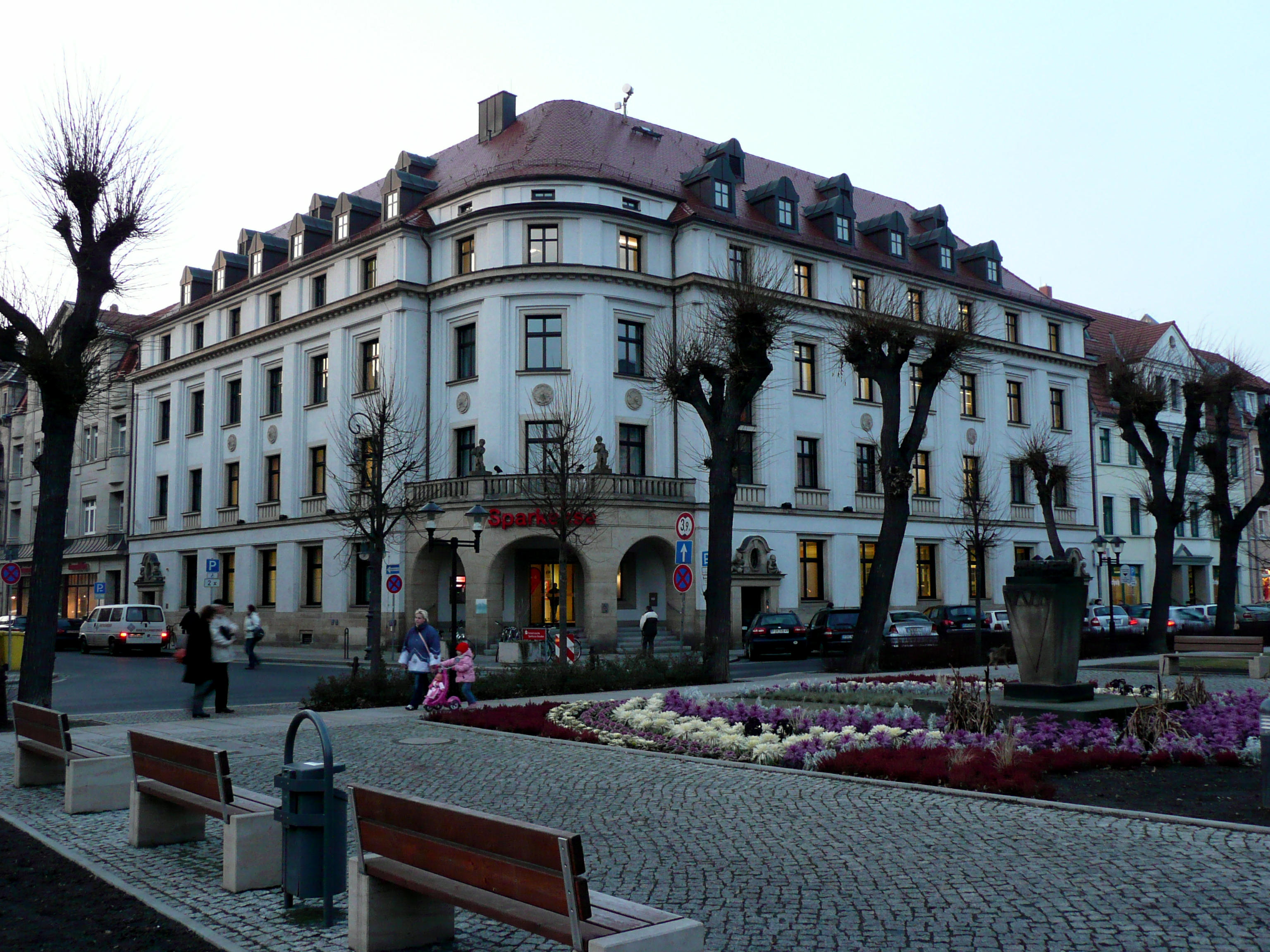
Pobočka spořitelny ve městě Pirna

Ostsächsische Sparkasse Dresden poskytuje jako spořitelna univerzální bankovní služby.
Obchodní úspěch banky souvisí s hospodářským růstem Saska, zejména Drážďan - hospodářsky nejsilnější oblasti východního Německa. Roku 2014 dosáhla spořitelna ročního výsledku 20,6 milionu eur. Celkové vklady dosáhly výše 10 miliardy eur. Úvěry klientů měly hodnotu 4,5 miliardy eur. Jako nejdůležitější partner střední třídy v regionu je spořitelna na území své působnosti jedničkou na trhu.
V centrále spořitelny na náměstí "Güntzplatz" se nachází pokladna pro výměnu cizí měny (Sortenkasse). Dále se zde nalézají největší trezory v Sasku.

## Historie
Roku 1819 založili kupci malého města Königsbrück, které se dnes nalézá v oblasti působnosti, první spořitelnu v Sasku. Stalo se tak díky iniciativě saského právníka, ministra a mecenáše Petra Karla Viléma von Hohenthal, jenž se tehdy za nově vzniklý ústav zaručil 2 000 tolary.
3. února 1821 byla otevřena první spořitelna v Drážďanech.
V 2. polovině 19. století se Sasko postupně proměnilo v motor industrializace Německa a spořitelna rezidenčního města začala z rostoucích platů a stoupající poptávky po úvěrech profitovat. S rozrůstáním Drážďan na přelomu 19. a 20. století docházelo k otevírání nových poboček a vzdělávání personálu se postupně profesionalizovalo. Současně se etabloval i bezhotovostní platební styk.
Po krátkém propadu v inflačních letech se reálná mzda po roce 1923 znovu stabilizovala, stejně tak i stav kont u Městské spořitelny Drážďany. Vypuknutí hospodářské krize roku 1929 a 2. světové války, na jejímž konci bylo město zničeno nálety, vedly opět k ekonomickému úpadku.
Po válce se stala banka na 45 let součástí plánované ekonomiky východního Německa.
Po sjednocení Německa roku 1990 byl znovu zaveden volný trh, čímž vyvstala ze strany spořitelny i nutnost zabývat se konkurencí v bankovním sektoru. Po několika fúzích řady menších spořitelen, uskutečněných na základě reformy okresní samosprávy v 90. letech, vznikla roku 2004 sloučením Městské spořitelny Drážďany a Spořitelny Labské údolí - Západní Lužice dnešní Ostsächsische Sparkasse Dresden.
V roce 1999 bylo zřízeno v Drážďanech muzeum dokumentující historii saských spořitelen.

## Veřejně prospěšná činnost
Spořitelna spravuje pět vlastních nadací činných v oblasti umění, kultury, sportu, životního prostředí a sociálních aktivit. Nadace jsou vybaveny kapitálem ve výši 10,7 milionu euro, což odpovídá zhruba jednomu promile bilanční sumy. Kromě toho podporuje Ostsächsische Sparkasse Dresden každoročně 3 miliony eur více než 1 000 různých regionálních spolků.

## Ocenění
- 2010 FOCUS MONEY: Vítěz bankovního testu v Drážďanech
- 2011 FOCUS MONEY: Vítěz bankovního testu v Drážďanech
- 2012 FOCUS MONEY: Vítěz bankovního testu v Drážďanech
- 2013 FOCUS MONEY: Vítěz bankovního testu v Drážďanech
- 2013 FOCUS MONEY: Vítěz bankovního testu v Pirně
- 2014 FOCUS MONEY: Vítěz bankovního testu v Drážďanech